# Svejstrup
Svejstrup er en landsby i Østjylland, beliggende i Dover Sogn. Landsbyen ligger i Region Midtjylland og hører under Skanderborg Kommune. Før Kommunalreformen fra 2007 lå Svejstrup i den østlige ende af Ry kommune. Svejstrup er den næsthøjestbelligende landsby i Danmark. Fra byen har man udsigt til Mossø. Svejstrup er hjemsted for Maskinfabrikken Rival

## Beliggenhed
Svejstrup ligger mellem landevejen mellem Skanderborg og Silkeborg og Skanderborg-Skjern-banen.
Landsbyen ligger i et stærkt kuperet terræn. Mod sydsydvest ligger Svejstrup Enge, mod syd bakken Fiskerkol (81 m over havet)

## Etymologi
Endelsen -strup viser, at der er tale om en torp, en udflytterbebyggelse.

## Historie
Der er i Svejstrup blevet fundet spor efter bebyggelse fra den førromerske jernalders periode III a (ca. 150-50 f.Kr.) i form af stolpehuller, grøfter og gruber. Der blev i alt observeret ni huse.
I 1682 bestod landsbyen af 8 gårde og 1 hus med jord. Det samlede dyrkede areal udgjorde 327,8 tønder land skyldsat til 43,50 tønder hartkorn. Dyrkningsformen var 4-vangsbrug med rotationen 3/1
Landsbyen blev udskiftet ved en kombination af stjerneudskiftning (mod nord) og blokudskiftning (mod øst)
Nogen større byudvikling er aldrig sket. I det 20. århundrede lå præstegården, en skole og en smedie i landsbyen, hvor der også fandtes en jordemoder.